# Gaspard Thémistocle Lestiboudois
Gaspard Thémistocle Lestiboudois  (Lille, 12 de agosto de 1797 — Paris, 22 de novembro de 1876)  foi um naturalista francês. Era filho do botânico François Joseph Lestiboudois (1759-1815) e neto de Jean-Baptiste Lestiboudois (1715-1804), professor de botânica na Faculdade de Lille.
Em 1818, ele obteve seu doutorado em medicina em Paris. Em 1835, ele realizou pesquisas sobre a peste na Argélia. Como passageiro de um trem, ele se envolveu em um terrível acidente em Rœux; apesar de estar ferido, ele atendeu as feridas de outras vítimas.
Em agosto de 1868 foi eleito comendador da Legião de Honra.

## Trabalhos escritos
Conhecido por suas primeiras investigações sobre a filotaxia , em 1848 ele publicou Phyllotaxie anatomique. Outros trabalhos notáveis de Lestiboudois incluem:
- Essai sur la famille des Cypéracées, 1819 - Ensaio sobre a família Cyperaceae.
- Études sur l'anatomie et la physiologie des végétaux, Paris: Treuttel et Wurtz, 1840 - Estudos sobre a anatomia e fisiologia das plantas.
- Économie pratique des nations, ou Système économique applicable aux différentes contrées, et spécialement à la France, 1847
- Voyage en Algérie, ou Études sur la colonisation de l'Afrique française, 1853 - Viagem à Argélia; estudos sobre a colonização da África francesa.[1]